# Hedeoma
Hedeoma  é um gênero botânico da família Lamiaceae

## Espécies
Composto por 105 espécies:
Hedeoma acinoides, Hedeoma adscendens, Hedeoma albescentifolia, Hedeoma apiculata, Hedeoma apiculatum, Hedeoma arkansana, Hedeoma bellum, Hedeoma bicolor, Hedeoma blepharodonta, Hedeoma bracteolata, Hedeoma breviflora, Hedeoma camporum, Hedeoma caerulescens, Hedeoma celeste, Hedeoma chihuahuensis, Hedeoma ciliata, Hedeoma ciliatum, Hedeoma ciliolatum, Hedeoma coccinea, Hedeoma convisae, Hedeoma coerulescens, Hedeoma costata, Hedeoma costatum, Hedeoma crenatum, Hedeoma dentata, Hedeoma denudata, Hedeoma diffusa, Hedeoma drummondii, Hedeoma floribundum, Hedeoma gilliesii, Hedeoma glabra, Hedeoma glabrescens, Hedeoma glabrum, Hedeoma glaziovii, Hedeoma gracillima, Hedeoma gracillimum, Hedeoma gracilis, Hedeoma graveolens, Hedeoma greggii, Hedeoma hassleri, Hedeoma hirta, Hedeoma hispida, Hedeoma hispidum, Hedeoma hyssopifolia, Hedeoma hyssopifolium, Hedeoma incana, Hedeoma irvingii, Hedeoma itatiaiae, Hedeoma johnstonii, Hedeoma jucunda, Hedeoma jucundum, Hedeoma lata, Hedeoma latum, Hedeoma longiflora, Hedeoma longiflorum, Hedeoma mandoniana, Hedeoma marifolia, Hedeoma marifolium, Hedeoma martirense, Hedeoma matomianum, Hedeoma medium, Hedeoma micrantha, Hedeoma microphyllum, Hedeoma mollis, Hedeoma montana, Hedeoma montanum, Hedeoma multiflora, Hedeoma nana, Hedeoma napalensis, Hedeoma nitida, Hedeoma oblatifolia, Hedeoma oblongifolia, Hedeoma oblongifolium, Hedeoma ovata, Hedeoma palmeri, Hedeoma patens, Hedeoma patrinum, Hedeoma permixta, Hedeoma pilosum, Hedeoma piperita, Hedeoma plicata, Hedeoma polygalaefolia, Hedeoma pringlei, Hedeoma pulchella, Hedeoma pulcherrima, Hedeoma pulegioides, Hedeoma purpurea, Hedeoma pusillum, Hedeoma quinquenervata, Hedeoma quercetorum, Hedeoma reverchonii, Hedeoma rotundifolia, Hedeoma rubiacea, Hedeoma rzedowskii, Hedeoma sancta, Hedeoma schwackeana, Hedeoma scutellarioides, Hedeoma serpyllifolia, Hedeoma serpylloides, Hedeoma stenodonta, Hedeoma subaequale, Hedeoma tenella, Hedeoma tenuiflora, Hedeoma tenuipes, Hedeoma texanum, Hedeoma thymoides, Hedeoma todsenii, Hedeoma villosa e Hedeoma viminea.

## Nome e referências
Hedeoma Persoon, 1806